# Башмачок горный
Башмачо́к го́рный (лат. Cypripédium montánum) — вид секции Cypripedium рода Башмачок (Cypripedium) семейства орхидных (Orchidaceae).

## Синонимы
По данным Королевских ботанических садов в Кью:
- Cypripedium occidentale S.Watson, 1876
- Cypripedium montanum f. praetertinctum Sheviak, 1990
- Cypripedium montanum f. welchii P.M.Br., 1995

## Распространение
Произрастает почти по всей восточной части Северной Америки: от Калифорнии и Колорадо до Аляски. Хвойные, лиственные и широколиственные вечнозеленые леса, кустарниковые заросли на открытых склонах, на высотах 0—2400 метров над уровнем моря.

## Ботаническое описание

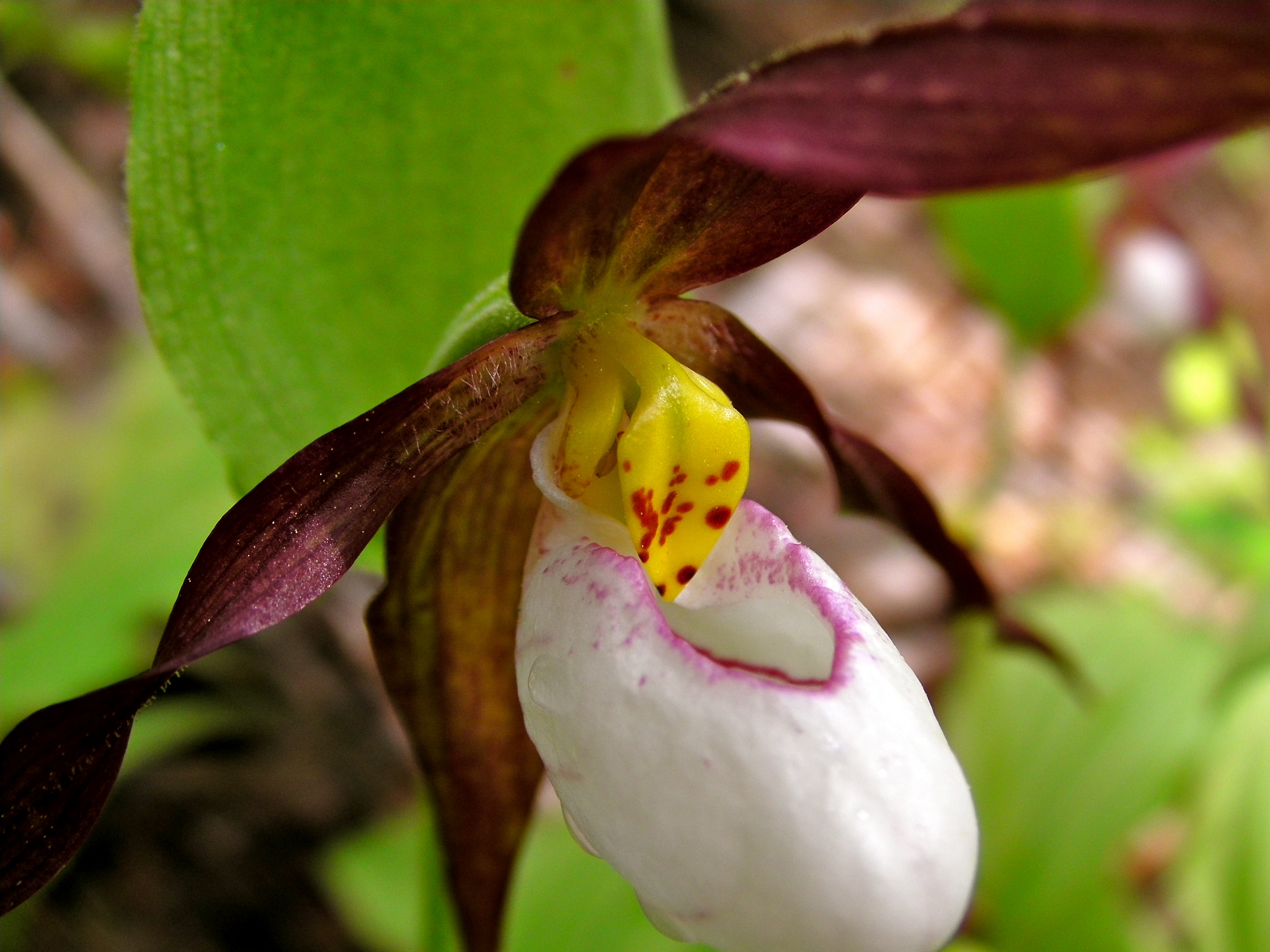
Цветок

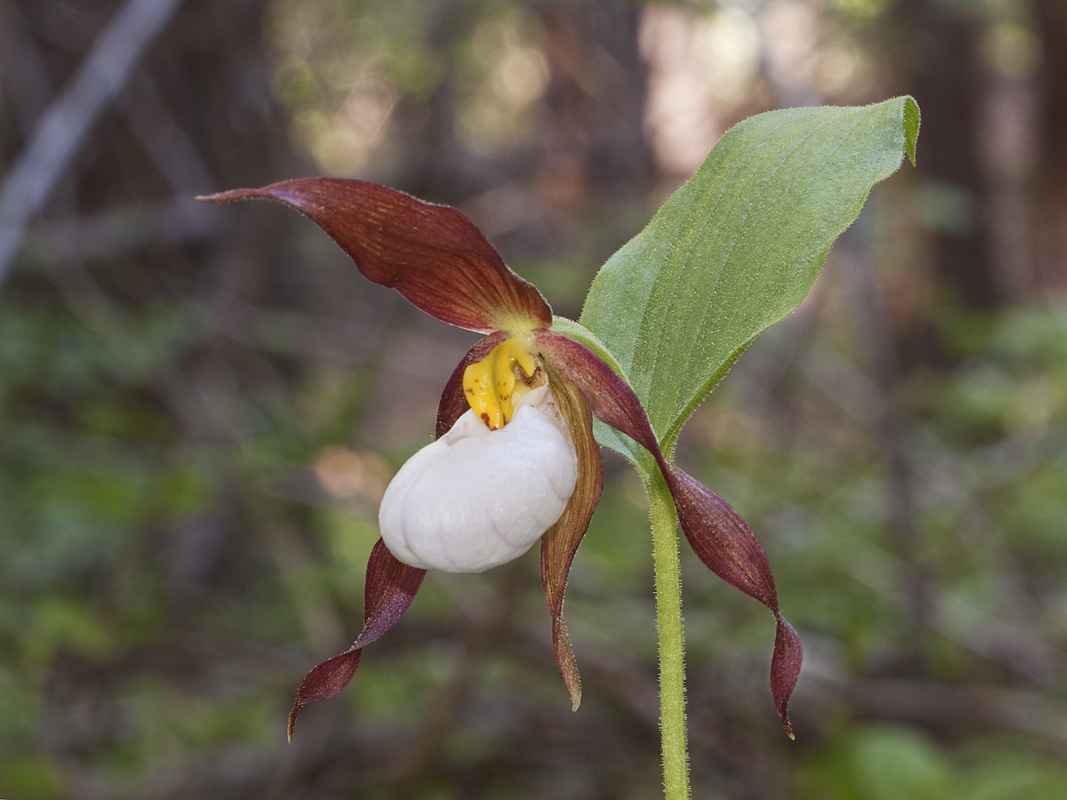
Цветок

Растения прямостоячие, высотой 25—71 см. 
Листья 4—6, от широкояйцевидных к эллиптически-ланцетных, 3,3—17 × 2,5—9,5 см. У растений растущих на открытых участках листья восходящие, у тех, что растут в тени, распростёртые. 
Цветки в количестве 1—3. Чашелистики зеленовато-красно-коричневые, редко чисто зелёные; спинные чашелистики 33—60 × 8—16 мм; боковые чашелистики сросшиеся. Синсепалум 30—60 × 6—18 мм. Лепестки отогнутые, такого же цвета, как чашелистики, спирально закрученные, линейные до линейно-ланцетных, 36—77 × 3—5 мм; губа белая, редко с пурпурным, обычно обратнояйцевидная, 19—33 мм; отверстие 13—22 мм; стаминодий яйцевидный или эллипсоидно-яйцевидный.
Цветёт в феврале-сентябре.

## В культуре
В природе этот вид встречается, как на кислом хвойном перегное, так и на известковой глине. Несмотря на то, что башмачок горный произрастает в самых разных условиях, этот вид представляет собой загадку для цветоводов. Даже у опытных коллекционеров из Северной Америки представители этого вида часто неожиданно погибают. Растения собранные в природе практически невозможно адаптировать, большинство гибнет в первые два сезона. Рекомендуется использовать такую же агротехнику, как и с Cypripedium acaule: дренаж, на дне посадочной ямы слой хвойного перегноя, выше песок. Место посадки должно быть частично затенено и хорошо дренировано, так, что вода не задерживаясь проникает сквозь корнеобитаемую зону. Если есть шанс, что вода будет течь по поверхности, рекомендуется создание препятствующего этому почвенного вала. При подготовке места посадки готовится яма 0,5 м глубиной и не менее 3/4 м в поперечнике. На этом участке можно посадить около 10 растений. Нижнюю часть ямы выстилают стеклотканью или геотекстилём, боковые стенки пластиковыми листами (для предотвращения бокового движения воды). Яма заполняется крупным кварцевым песком рН 3,0-4,5. Корневища саженцев укладывают на поверхность песка, около половины корней утапливают в песок, другая половина располагается в стороны. После чего корни и корневища засыпаются примерно 5 сантиметровым слоем частично разложившейся лесной хвойной подстилкой. Почва должна быть равномерно влажная, но не мокрая. Наиболее удачными для выращивания этого вида, считаются области с сухим и холодным воздухом.
Зоны морозостойкости: 5—7а, согласно другому источнику: 3—6.
Опыт выращивания в открытом грунте в условиях Московской области отрицательный. Растения погибли на втором году выращивания.

## Естественные гибриды
- Cypripedium ×columbianum Sheviak =(Cypripedium montanum × Cypripedium parviflorum)

## Грексы
- Alois (Cypripedium ×andrewsii × Cypripedium montanum) v. Rad 2008
- Bärbel Schmidt (Cypripedium macranthos × Cypripedium montanum) F. Schmidt 2009
- Boots (Cypripedium calceolus var. flavum × Cypripedium montanum) Pinkepank 2005
- Boots grex Christopher (Cypripedium calceolus × Cypripedium montanum) Corkhill 2005
- GPH Charles (Cypripedium henryi × Cypripedium montanum) Burch 2009
- Marianne (Cypripedium Sebastian × Cypripedium montanum) W. Frosch 2010
- Sebastian (Cypripedium parviflorum × Cypripedium montanum) W. Frosch 1998
- Lusarem =(Cypripedium Sebastian × Cypripedium candidum) P.Corkhill 2010

## Классификация

### Таксономия
Вид Cypripedium montanum входит в род Башмачок (Cypripedium) семейства Орхидные (Orchidaceae) порядка Спаржецветные (Asparagales).
|  |                                      |  |                                                             |                                                             |                    |  | ещё 24 семейства (согласно Системе APG II) | ещё 24 семейства (согласно Системе APG II) |                     |  |  |  | ещё около 45 видов |
|  |                                      |  |                                                             |                                                             |                    |  | ещё 24 семейства (согласно Системе APG II) | ещё 24 семейства (согласно Системе APG II) |                     |  |  |  | ещё около 45 видов |
|  |                                      |  |                                                             | порядок Спаржецветные                                       |                    |  |                                            |                                            | род Башмачок        |  |  |  |                    |
|  |                                      |  |                                                             | порядок Спаржецветные                                       |                    |  |                                            |                                            | род Башмачок        |  |  |  |                    |
|  | отдел Цветковые, или Покрытосеменные |  |                                                             |                                                             | семейство Орхидные |  |                                            |                                            | вид Башмачок горный |  |  |  |                    |
|  | отдел Цветковые, или Покрытосеменные |  |                                                             |                                                             | семейство Орхидные |  |                                            |                                            |                     |  |  |  |                    |
|  |                                      |  | ещё 44 порядка цветковых растений (согласно Системе APG II) | ещё 44 порядка цветковых растений (согласно Системе APG II) |                    |  |                                            | ещё около 880 родов                        | ещё около 880 родов |  |  |  |                    |
|  |                                      |  |                                                             | ещё 44 порядка цветковых растений (согласно Системе APG II) |                    |  |                                            |                                            | ещё около 880 родов |  |  |  |                    |